# Otto Konrad
Otto Konrad (ur. 1 listopada 1964 w Grazu) – austriacki piłkarz grający na pozycji bramkarza.

## Kariera klubowa
Karierę piłkarską rozpoczął w rodzinnym Grazu, w klubie Grazer Sport Club. W 1981 roku został piłkarzem Sturmu Graz i w sezonie 1981/1982 zadebiutował w austriackiej Bundeslidze. Wiosną 1984 dotarł ze Sturmem do ćwierćfinału Pucharu UEFA, w którym austriacki klub odpadł po dwumeczu z Nottingham Forest (0:1, 1:1). W sezonie 1990/1991 strzelił gola w lidze.
Latem 1992 odszedł ze Sturmu do SV Salzburg, w którym stał się podstawowym zawodnikiem. W 1994 roku wywalczył z zespołem z Salzburga mistrzostwo Austrii, a także wystąpił w obu finałowych spotkaniach Pucharu UEFA z Interem Mediolan, dwukrotnie przegranych przez austriacki klub 0:1. W 1995 roku obronił z Salzburgiem mistrzowski tytuł, a w 1997 roku zdobył go po raz trzeci.
Na początku 1997 roku odszedł do hiszpańskiego Realu Saragossa. W Primera División zadebiutował 12 stycznia 1997 w przegranym 1:5 wyjazdowym spotkaniu z Atlético Madryt. W rundzie wiosennej sezonu 1996/1997 był pierwszym bramkarzem Realu, ale w następnym stracił miejsce w składzie na rzecz Juanmiego.
Od lata 1998 do 1999 roku pozostawał bez klubu. Następnie został zatrudniony w Grazer AK, ale nie rozegrał tam żadnego spotkania. Potem występował w DSV Leoben i PSV SW Salzburg, a w 2003 roku zakończył karierę piłkarską.
| Sezon   | Klub            | Kraj      | Rozgrywki        | Mecze | Bramki |
| ------- | --------------- | --------- | ---------------- | ----- | ------ |
| 1981/82 | Sturm Graz      | Austria   | Bundesliga       | ?     | 0      |
| 1982/83 | Sturm Graz      | Austria   | Bundesliga       | ?     | 0      |
| 1983/84 | Sturm Graz      | Austria   | Bundesliga       | ?     | 0      |
| 1984/85 | Sturm Graz      | Austria   | Bundesliga       | ?     | 0      |
| 1985/86 | Sturm Graz      | Austria   | Bundesliga       | ?     | 0      |
| 1986/87 | Sturm Graz      | Austria   | Bundesliga       | ?     | 0      |
| 1987/88 | Sturm Graz      | Austria   | Bundesliga       | 21    | 0      |
| 1988/89 | Sturm Graz      | Austria   | Bundesliga       | 34    | 7      |
| 1989/90 | Sturm Graz      | Austria   | Bundesliga       | 30    | 12     |
| 1990/91 | Sturm Graz      | Austria   | Bundesliga       | 36    | 1      |
| 1991/92 | Sturm Graz      | Austria   | Bundesliga       | 19    | 0      |
| 1992/93 | SV Salzburg     | Austria   | Bundesliga       | 36    | 0      |
| 1993/94 | SV Salzburg     | Austria   | Bundesliga       | 36    | 0      |
| 1994/95 | SV Salzburg     | Austria   | Bundesliga       | 34    | 1      |
| 1995/96 | SV Salzburg     | Austria   | Bundesliga       | 29    | 0      |
| 1996/97 | SV Salzburg     | Austria   | Bundesliga       | 18    | 0      |
| 1996/97 | Real Saragossa  | Hiszpania | Primera División | 18    | 0      |
| 1997/98 | Real Saragossa  | Hiszpania | Primera División | 7     | 0      |
| 1999/00 | Grazer AK       | Austria   | Bundesliga       | 0     | 0      |
| 2000/01 | DSV Leoben      | Austria   | 2. Bundesliga    | ?     | 0      |
| 2001/02 | PSV SW Salzburg | Austria   | Regionalliga     | ?     | 0      |
| 2002/03 | PSV SW Salzburg | Austria   | Regionalliga     | ?     | 0      |

## Kariera reprezentacyjna
W reprezentacji Austrii zadebiutował 31 maja 1989 roku w przegranym 1:4 towarzyskim spotkaniu z Norwegią. W 1990 roku został powołany do kadry na Mistrzostwa Świata we Włoszech. Podczas turnieju był zawodnikiem rezerwowym i nie rozegrał żadnego spotkania. W kolejnych latach pełnił rolę dublera Michaela Konsela i Franza Wohlfahrta. Od 1989 do 1995 roku rozegrał w kadrze narodowej 12 spotkań.